# 钦托考马焦雷
钦托考马焦雷（義大利語：Cinto Caomaggiore），是意大利威尼托大区威尼斯省的一个市镇。总面积21平方公里，人口3299人，人口密度157.1人/平方公里（2009年）。国家统计（ISTAT）代码为027009。